# Lijst van voetbalinterlands Gabon - Seychellen
Deze lijst van voetbalinterlands is een overzicht van alle officiële voetbalwedstrijden tussen de nationale teams van Gabon en Seychellen. De landen speelden tot op heden een keer tegen elkaar. De eerste ontmoeting, een kwalificatiewedstrijd voor het wereldkampioenschap voetbal 2026, werd gespeeld in Franceville op 20 maart 2025. 

## Wedstrijden
| № | Plaats      | Datum          | Competitie           | Wedstrijd          | Uitslag |
| - | ----------- | -------------- | -------------------- | ------------------ | ------- |
| 1 | Franceville | 20 maart 2025  | WK 2026 kwalificatie | Gabon − Seychellen | 3 − 0   |
| 2 | n.n.b.      | september 2025 | WK 2026 kwalificatie | Seychellen − Gabon | −       |

## Samenvatting
| Competitie      | Totaal gespeeld | Winst Gabon | Gelijk | Winst Seychellen | Doelsaldo Gabon – Seychellen |
| --------------- | --------------- | ----------- | ------ | ---------------- | ---------------------------- |
| WK-kwalificatie | 1               | 1           | 0      | 0                | 3 − 0                        |
| Totaal          | 1               | 1           | 0      | 0                | 3 − 0                        |

FGF · A-internationals · Selecties · Bondscoaches · Olympisch elftal · Gabonees vrouwenelftal
1960 – 1969 ·
1970 – 1979 ·
1980 – 1989 ·
1990 – 1999 ·
2000 – 2009 ·
2010 – 2019 ·
2020 − 2029
1960 · 
1961 · 
1962 · 
1963 · 
1964 ·
1965 · 
1966 · 
1967 · 
1968 ·
1969 · 
1970 · 
1971 · 
1972 · 
1973 ·
1974 ·
1975 ·
1976 · 
1977 · 
1978 · 
1979 · 
1980 · 
1981 · 
1982 · 
1983 · 
1984 · 
1985 · 
1986 · 
1987 · 
1988 · 
1989 · 
1990 · 
1991 · 
1992 · 
1993 · 
1994 · 
1995 · 
1996 · 
1997 · 
1998 · 
1999 · 
2000 · 
2001 · 
2002 · 
2003 · 
2004 · 
2005 · 
2006 · 
2007 · 
2008 · 
2009 · 
2010 · 
2011 · 
2012 · 
2013 · 
2014 ·
2015 ·
2016 ·
2017 ·
2018 ·
2019 ·
2020 ·
2021 ·
2022 ·
2023
Algerije ·
Andorra ·
Angola ·
België ·
Benin ·
Botswana ·
Brazilië ·
Burkina Faso ·
Burundi ·
Centraal-Afrikaanse Republiek ·
Comoren ·
Congo-Brazzaville ·
Congo-Kinshasa ·
Egypte ·
Equatoriaal-Guinea ·
Gambia ·
Ghana ·
Guinee ·
Guinee-Bissau ·
Ivoorkust ·
Kaapverdië ·
Kameroen ·
Kenia ·
Lesotho ·
Libanon ·
Liberia ·
Libië ·
Madagaskar ·
Malawi ·
Mali ·
Malta ·
Marokko ·
Mauritanië ·
Mauritius ·
Mozambique ·
Namibië ·
Niger ·
Nigeria ·
Oeganda ·
Oman ·
Portugal ·
Rwanda ·
Sao Tomé en Principe ·
Saoedi-Arabië ·
Senegal ·
Seychellen ·
Sierra Leone ·
Soedan ·
Swaziland ·
Tanzania ·
Thailand ·
Togo ·
Tsjaad ·
Tunesië ·
Verenigde Arabische Emiraten ·
Wit-Rusland ·
Zambia ·
Zimbabwe ·
Zuid-Afrika ·
Zuid-Soedan
SFF · A-internationals · Seychels vrouwenelftal
1980 - 1989 · 
1990 - 1999 · 
2000 – 2009 · 
2010 – 2019 ·
2020 − 2029
Algerije ·
Angola ·
Bangladesh ·
Botswana ·
Burkina Faso ·
Burundi ·
Comoren ·
Congo-Kinshasa ·
Eritrea ·
Ethiopië ·
Gabon ·
Gambia ·
Ivoorkust ·
Kenia ·
Lesotho ·
Libië ·
Madagaskar ·
Malawi ·
Malediven ·
Mali ·
Mauritius ·
Mozambique ·
Namibië ·
Nigeria ·
Oeganda ·
Palestina ·
Rwanda ·
San Marino ·
Sierra Leone ·
Soedan ·
Sri Lanka ·
Swaziland ·
Tanzania ·
Tunesië ·
Zambia ·
Zimbabwe ·
Zuid-Afrika ·
Zuid-Soedan